# Formignana
Formignana is een gemeente in de Italiaanse provincie Ferrara (regio Emilia-Romagna) en telt 2898 inwoners (31-12-2004). De oppervlakte bedraagt 22,3 km², de bevolkingsdichtheid is 129 inwoners per km².

## Demografie
Formignana telt ongeveer 1219 huishoudens. Het aantal inwoners daalde in de periode 1991-2001 met 2,3% volgens cijfers uit de tienjaarlijkse volkstellingen van ISTAT.
| Jaar | Inwoneraantal |
| ---- | ------------- |
| 1991 | 2906          |
| 2001 | 2840          |

## Geografie
De gemeente ligt op ongeveer 3 meter boven zeeniveau.
Formignana grenst aan de volgende gemeenten: Copparo, Ferrara, Jolanda di Savoia, Tresigallo.